# Микрокристаллоскопия
Микрокристаллоскопия — метод качественного микрохимического анализа, основанный на образовании характерных кристаллических осадков при действии небольших количеств реактивов на каплю (около 10−3 мл) анализируемого раствора на предметном стекле. Осадок исследуют под микроскопом (увеличение в 60 и более раз); о его составе судят главным образом по форме кристаллов, а также по их цвету и размеру. Образующиеся кристаллы приобретают характерную форму только при медленном выделении, то есть в разбавленных растворах. При высоких концентрациях осаждаемых веществ, а также при наличии посторонних соединений возможно искажение формы кристаллов. В таких случаях для идентификации осадка определяют под поляризационным микроскопом кристаллографические и кристаллооптические характеристики кристаллов (например, углы между гранями), зависящие не от их формы, а от химического состава. Микрокристаллоскопию применяют обычно для анализа очень небольших объектов (растительных клеток, включений в металлах, минералах и так далее). Предел обнаружения органических и неорганических соединений достигает 10−8-10−9 г в капле раствора.